# Квінт Сервілій Цепіон Молодший
Квінт Сервілій Цепіон Молодший (лат. Quintus Servilius Caepio Minor) — римський військовий, претор 91 до н. е., проконсул 90 до н. е. Воював за Рим в війні проти італійських племен.
Цепіон одружився з Лівією Друзі, сестрою Марка Лівія Друза Молодшого, вона народила трьох дітей: Сервілію (коханку Юлія Цезаря, матір Брута і мачуху Гая Кассія Лонгіна), Сервілію Молодшу і сина Квінта Сервілія Цепіона. Він розлучився з Лівією в результаті політичних і особистих розбіжностей з Друзами. Лівія пізніше стала дружиною Марка Порція Катона Салоніана і народила Марка Порція Катона Молодшого, найбільш одіозного і непохитного опонента Юлія Цезаря.
Цепіон став опонентом Друза та його законам, за якими намагалися дати громадянство всім італікам. Пліній Старший писав, що суперечка між ними виникла через золоте кільце. Ходили чутки, що Цепіон навіть брав участь у вбивстві Друза. Цепіон отримав посаду легата в римській армії. Його обманом виманили з безпечного місця, він був схоплений і страчений італіками.